# 阿尔卡萨尔德圣胡安
阿尔卡萨尔德圣胡安，是西班牙卡斯蒂利亚-拉曼恰雷阿尔城省的一个市镇。 总面积667平方公里，总人口26403人（2001年），人口密度40人/平方公里。